# الجيش الباكستاني
الجيش الباكستاني (بالأردوية: پاکستانى فوج)‏ هو فرع الخدمة البرية للقوات المسلحة الباكستانية. تعود جذور وجوده الحديث إلى الجيش الهندي البريطاني الذي انتهى وجوده بعد تقسيم الهند البريطانية، مما أدى إلى القانون البرلماني الذي أسس استقلال باكستان (باسم دومينيون باكستان) عن المملكة المتحدة في 14 أغسطس 1947. :1–2 وفقاً للإحصاءات التي قدمها المعهد الدولي للدراسات الاستراتيجية في 2020، يضم الجيش الباكستاني ما يقرب من 560.000 فرد في الخدمة الفعلية، يدعمهم احتياطي الجيش والحرس الوطني  مما يجعله سادس أكبر جيش فعال في العالم من حيث القوى العاملة. يمكن للمواطنين الباكستانيين التجنيد للخدمة العسكرية الطوعية عند بلوغهم سن 16 عاماً، لكن يُمنّع إرسالهم للقتال حتى يبغوا سن 18 عاماً وفقاً لدستور باكستان .
الهدف الأساسي والمهمة الدستورية للجيش الباكستاني هو ضمان الأمن القومي والوحدة الوطنية لباكستان من خلال الدفاع عنها ضد العدوان الخارجي أو التهديد بالحرب. يمكن أيضاً أن تطالبه الحكومة الفيدرالية بالرد على التهديدات الداخلية من خلال فرض الأمن للحفاظ على السلام داخل حدودها البرية. أثناء أحداث الكوارث وحالات الطوارئ الوطنية والدولية، يجري الجيش عمليات إنقاذ إنسانية في الوطن ويشارك بنشاط في بعثات حفظ السلام بتفويض من الأمم المتحدة - ولعب دوراً رئيسياً في إنقاذ الجنود الأمريكيين المحاصرين الذين طلبوا قوة الرد السريع خلال عملية الثعبان القوطي في الصومال. كان لقوات الجيش الباكستاني أيضاً حضور قوي نسبياً كجزء من تحالف للأمم المتحدة وحلف شمال الأطلنطي خلال حرب البوسنة والحروب اليوغوسلافية الكبرى. :70 
يعتبر الجيش الباكستاني مكون رئيسي للقوات المسلحة الباكستانية إلى جانب البحرية الباكستانية والقوات الجوية الباكستانية وهو قوة تطوعية شهدّ قتالاً مكثفاً خلال ثلاث حروب كبرى مع الهند المجاورة، والعديد من المناوشات الحدودية على حدودها سهلة الاختراق مع أفغانستان بالإضافة إلى التمرد طويل الأمد في بلوشستان والذي يواجهه جنباً إلى جنب مع قوات الأمن الإيرانية منذ 1948. :31 منذ الستينيات، نُشرّت عناصر من الجيش بشكل متكرر للعمل بصفة استشارية في الدول العربية خلال أحداث الحروب العربية الإسرائيلية وكذلك لمساعدة التحالف الذي تقوده الولايات المتحدة ضد العراق في حرب الخليج الأولى. شملت العمليات العسكرية الأخرى البارزة خلال الحرب العالمية على الإرهاب في القرن الحادي والعشرين:عملية ضرب عضب والعاصفة الرعدية السوداء وراه نجات .
وفي انتهاك لتفويضه الدستوري، كثيراً ما أطاح الجيش بحكومات مدنية منتخبة متجاوزاً تفويضه الدستوري المحمي «للعمل على مساعدة الحكومات الفيدرالية المدنية عندما يُطلب منه ذلك». شارك الجيش في تطبيق الأحكام العرفية ضد الحكومة الفيدرالية بدعوى استعادة القانون والنظام في البلاد من خلال إقالة السلطة التشريعية والبرلمان في مناسبات متعددة في العقود الماضية - مع الحفاظ على مصالح تجارية وأجنبية وسياسية أوسع في الدولة. وقد أدى ذلك إلى مواجهة مزاعم بإنشاء دولة داخل دولة.
يعتمد الجيش الباكستاني على نظام الأفواج ولكنه يُقسم عملياً وجغرافياً إلى مناطق قيادة مع كون الفيالق المختلفة أهم ميادينه الرئيسية. ينص دستور باكستان على دور رئيس باكستان باعتباره رئيس الأركان المدني للجيش الباكستاني. بينما يتولى قيادة الجيش الباكستاني رئيس أركان الجيش برتبة فريق أول بأربع نجوم بموجب القانون وعضو بارز في هيئة رؤساء الأركان المشتركة المعين من قبل رئيس وزراء باكستان ثم بتأكيد الرئيس. اعتبارًا من يناير 2021 اعتباراً من يناير 2021، فإن رئيس أركان الجيش الحالي هو الفريق أول قمر جاويد باجو، الذي تعين في هذا المنصب في 29 نوفمبر 2016.

## التنظيم

### هيكل القيادة والسيطرة
يتم توفير القيادة في الجيش من قبل وزير الدفاع، وعادة ما يقود ويتحكم في اتجاه قسم الجيش من أمانة الجيش-1 في وزارة الدفاع، مع وزير الدفاع المسؤول عن الشؤون البيروقراطية لقسم الجيش. يخول الدستور رئيس باكستان، وهو مسؤول مدني منتخب، أن يعمل كقائد أعلى بينما يعمل رئيس الوزراء، وهو مدني منتخب، كرئيس تنفيذي. رئيس أركان الجيش، وهو جنرال معين من رتبة أربع نجوم، هو أعلى ضابط عام، تحت رئيس لجنة رؤساء الأركان المشتركة ووزير الدفاع، الذي يعمل كمستشار عسكري رئيسي في الشؤون الاستكشافية والبرية / الحرب البرية ، وعضو كبير في لجنة رؤساء الأركان المشتركة - وهي هيئة عسكرية تقدم المشورة وتطلع رئيس الوزراء المنتخب وحكومته التنفيذية على شؤون الأمن القومي والمسائل العسكرية العملياتية تحت إشراف رئيس لجنة رؤساء الأركان المشتركة.

## للمزيد من القراءة
- Cloughley, Brian. A History of the Pakistan Army: Wars and Insurrections (4th ed. 2014).
- International Institute for Strategic Studies (3 فبراير 2010). Hackett، James (المحرر). The Military Balance 2010. London: روتليدج. ISBN:978-1-85743-557-3.
- Ayub, Muhammad (2005). An army, Its Role and Rule: A History of the Pakistan Army from Independence to Kargil, 1947–1999. RoseDog Books. (ردمك 9780805995947).
- Major Nasir Uddin (2005). Juddhey Juddhey Swadhinata. Agami Prokashoni. ISBN:984-401-455-7. (A Bengali-language book about the history of Pakistan Army)
- Paul Staniland, Adnan Naseemullah & Ahsan Butt (2020) "Pakistan’s military elite." Journal of Strategic Studies, 43:1, 74-103

## وصلات خارجية
- الموقع الرسمي
- الجيش الباكستاني  على فيسبوك.